# Max Spangenberg
Max Spangenberg (* 2. November 1907 in Berlin; † 27. März 1987) war Leiter des Arbeitsbüros der Westkommission des Politbüros des Zentralkomitees der SED in der DDR.
Spangenberg absolvierte 1924–1929 eine Ausbildung als Feinmechaniker bei der AEG Berlin. 1930–1932 war er Funktionär des Kommunistischen Jugendverbands Deutschlands (KJVD) in Berlin, Halle und Düsseldorf, bis 1933 politischer Mitarbeiter des Exekutivkomitees der Kommunistischen Internationale in Moskau und bis 1935 Mitarbeiter des KJVD in Berlin und Prag. 1937–1938 war er Teilnehmer am Spanischen Bürgerkrieg, zunächst als Redakteur von Radio Barcelona, dann als Mitglied des Parteikomitees der XI. Internationalen Brigade. Danach arbeitete er in Kopenhagen illegal für die KPD.

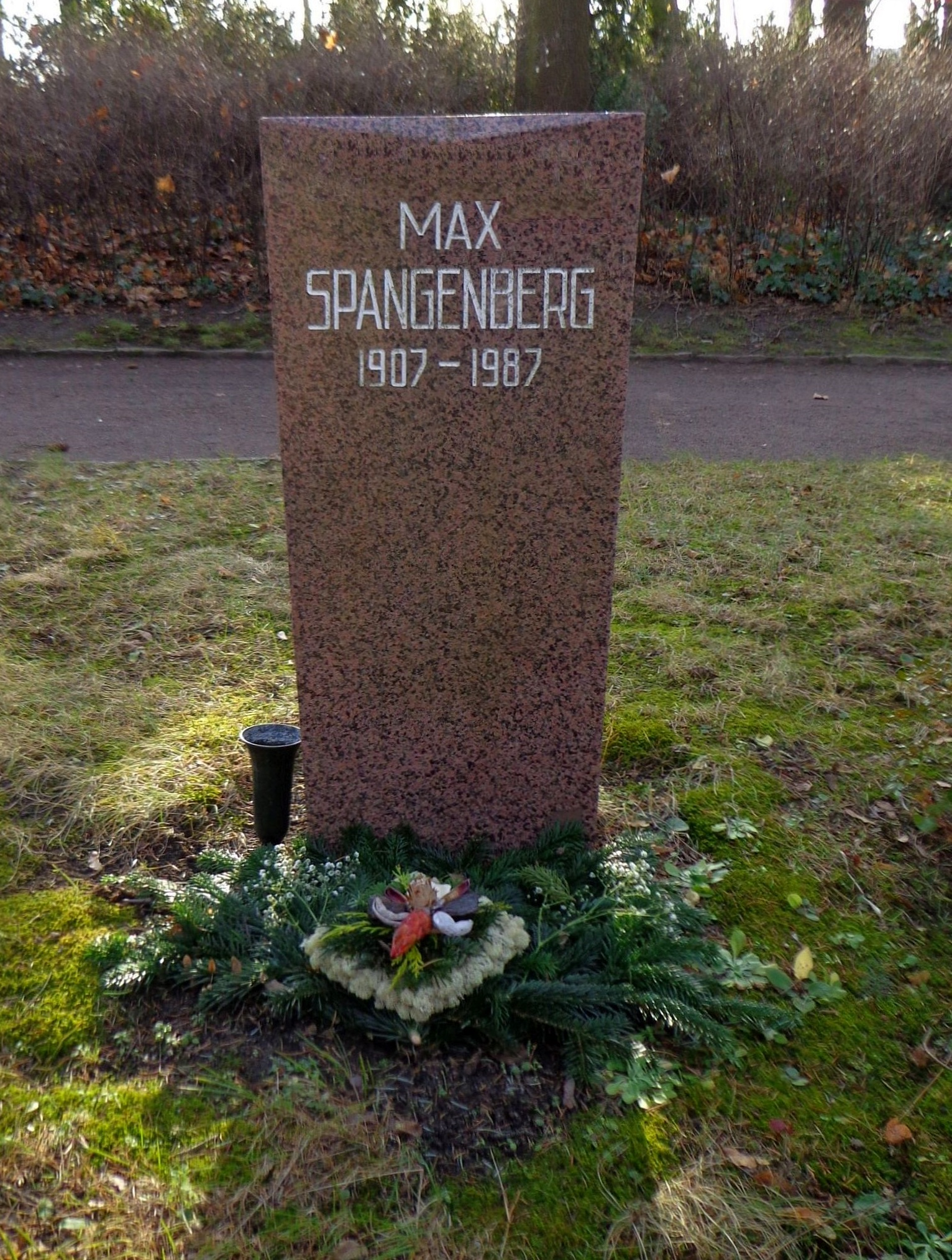
Grabstätte von Max Spangenberg

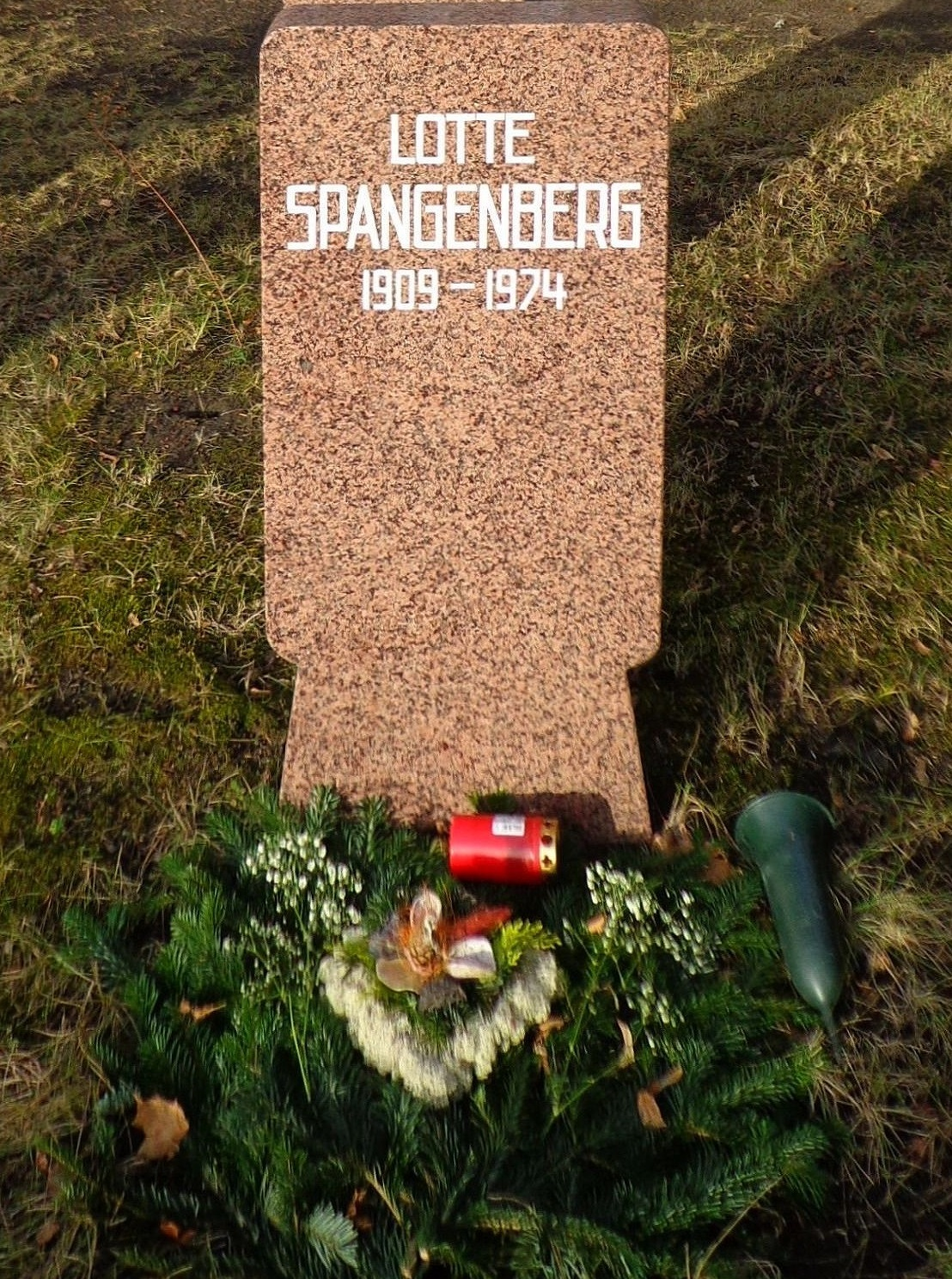
Grabstätte von Lotte Spangenberg

1946 kehrte er nach Deutschland zurück und arbeitete für die Deutsche Volkszeitung und das Neue Deutschland, ab 1949 als Chefredakteur von Deutschlands Stimme, dem Organ des Nationalrates der Nationalen Front, und ab 1951 als Chefredakteur der Berliner Zeitung. 1952 war er Berichterstatter der SED über die Friedensbewegung in der Bundesrepublik Deutschland und von 1954 bis zur Auflösung 1971 stellvertretender Abteilungsleiter bzw. Leiter des Arbeitsbüros der Westkommission des Politbüros des ZK der SED. Danach war er wissenschaftlicher Mitarbeiter beim Institut für Marxismus-Leninismus beim ZK der SED.
Verheiratet war er seit 1949 mit der ehemaligen Sekretärin im Sekretariat des ZK der KPD, Lotte Erika Spangenberg, geb. Kann, geschiedene Møller, die ebenfalls in Spanien gekämpft hatte und 1974 starb.
Max Spangenberg erhielt am 6. Mai 1955 den Vaterländischen Verdienstorden in Silber, 1967 in Gold. 1972 wurde er mit dem Karl-Marx-Orden ausgezeichnet, 1977 mit der Ehrenspange zum Vaterländischen Verdienstorden. Seine Urne wurde in der Grabanlage Pergolenweg des Berliner Zentralfriedhofs Friedrichsfelde beigesetzt, wo schon 1974 seine Ehefrau Lotte bestattet worden war.